# Üvegszál (textilipar)

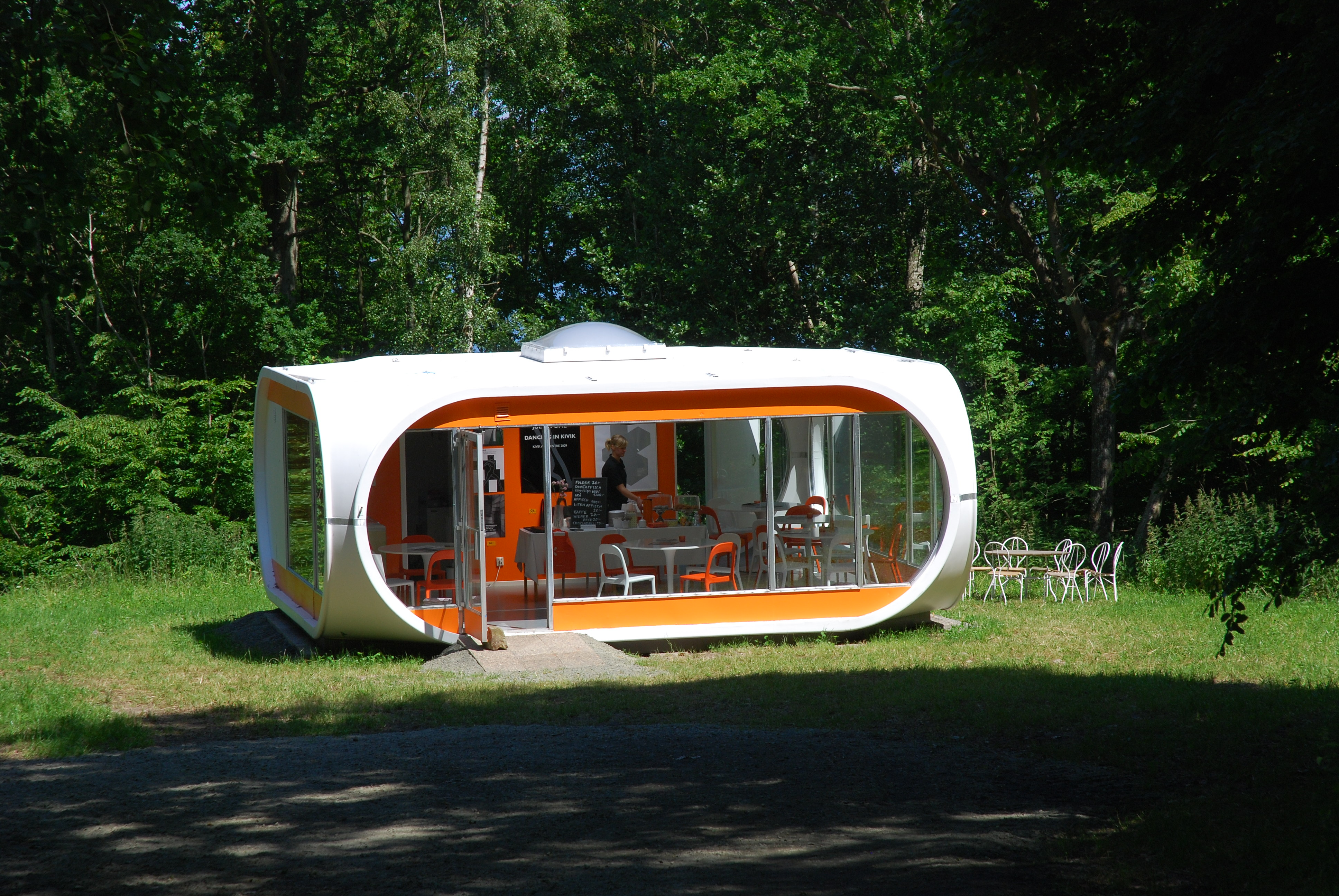
Üvegszál erősítésű kompozitból készült kerti ház Finnországban

Az üvegszál a műszaki textíliák egyik legfontosabb nyersanyaga. A szálasanyagok hivatalos csoportosítása szerint a mesterséges szálasanyagok között a szervetlen anyagokból készült szálak egyike. Kémiailag a szilikátok családjába tartozik. Nem kristályos, hanem amorf szerkezetű. Fő alkotóeleme a szilicium-dioxid, ami mellett különböző más fémoxidokat is tartalmaz, amelyekkel kémiai és fizikai tulajdonságait állítják be. Felhasználják folytonos szálak és rövid szálak formájában egyaránt, részben textiltechnológiai eljárásokkal feldolgozva, részben – a rövid szálakat – más anyagokba bekeverve. Az üvegszálakból készült textíliák műszaki felhasználásaik (kompozitgyártás, építőipar stb.) mellett dekorációs célokra is használatosak, emellett az üvegszálaknak mint optikai szálaknak a távközlésben is fontos szerepe van.

## Történet
Az üvegszál már az ókorban is ismert volt, a föníciaiak és az egyiptomiak is készítettek durva üvegszálakat, amelyeket tárgyakra ráolvasztva díszítésre használtak. Ezt a technikát a rómaiak is átvették és később, a 16.–18. században a velenceiek továbbfejlesztették, vázákat, tányérokat díszítettek vele. Ekkor még felhevített vékony üvegrudakból húzták a szálakat. 1713-ban René Antoine Ferchault de Réaumur (akinek nevét a róla elnevezett Réaumur-skáláról is ismerjük) készített szövésre alkalmas üvegszálat. 1830 körül Napóleon koporsójához egy üvegfonalakkal díszített terítőt készítettek.
Türingiai üvegfúvók a 19. században honosították meg az angyalhaj néven ismert terméket, amivel karácsonyfákat díszítenek. Ebből fejlődött ki a Hermann Schuller alapította üveggyár, ahol először készítettek meghatározott átmérőjű üvegszálat. Tisztán üvegfonalból készült szövetet először 1842-ben Louis Schwabe készített Manchesterben. A fonalat megolvadt üvegnek apró lyukon való áthúzásával állította elő és ezzel megalapozta ezt a máig is használt technikát.
Az első üvegszál-gyártó manufaktúrát 1866-ban a francia Jules de Brunfaut alapította Bécsben. 6–12 µm átmérőjű üvegszálakat állított elő, amelyeket parókák, sapkák, menyasszonyi fátylak készítésére használt. 1893-ban Edward Drummon Libbey a Chicagóban tartott Columbia Világkiállításon olyan ruhát mutatott be, amelynek anyaga üveg- és selyemszálak kombinációjával készült szövet volt, az üvegszálak a selyem vastagságának megfelelő vastagságúak voltak.
A jelenleg is alkalmazott korszerű eljárások az amerikai Russel Games Slayternek az üveggyapot gyártására az 1930-as években kidolgozott találmányán alapulnak, amelyre gyárat is alapított. Itt elsősorban rövid üvegszálakat (üveggyapotot) gyártott. 1938-ban cégét egyesítette egy másik üveggyárral (Owens-Illinois Glass Co.), ahol munkatársaival, John Thomas-szal és Dale Kleisttel a folyamatos üvegszálak gyártástechnológiáját is kifejlesztették. Az általuk előállított folytonos üvegszál vastagsága 4 µm volt.
Az üvegszálaknak műanyag kompozitok erősítésére való felhasználására az első kísérlet 1930-ban volt, amikor egy hajótestet készítettek el így poliészter gyantába ágyazott üvegszálakból. Az 1940-es években az USA légiereje és tengerészete kezdett alkalmazni üvegszál erősítésű kompozitokat és 1945-ben már közel 32 ezer tonna üvegszálat használtak fel katonai célokra.

## Az üvegszálak típusai és alkotórészei
Az üvegszálakat többféle változatban gyártják, amelyek mindegyike bizonyos tulajdonságok kiemelését szolgálja. Szokásos típusmegjelöléseik a következők:
- A típus: közönséges nátronüveg, nem lúgálló;
- AR típus: lúgálló (pl. beton szilárdítására használatos);
- C típus: korrózióálló, vegyszerálló;
- D típus: kis dielektromos veszteséget biztosító típus (pl. radarállomásokon használatos) ;
- E típus: a legáltalánosabban használt, „közönséges” üvegszál, az üvegszálak 90%-a ebben a típusban kerül forgalomba. Kiváló hő- és elektromos szigetelő;
- M típus: nagy rugalmassági modulusú, lúgmentes, nedvességgel szemben ellenálló;
- R típus: gyártóktól függően különböző tulajdonságú üvegek jelzése;
- S típus: nagy szilárdságú;
- T típus: a C típus USA-ban gyártott változata;

Az üveg fő alkotóanyaga a szilicium-dioxid (SiO≤ 2), amely – az üvegszál fajtájától függően – 60–70%-ot képvisel. Emellett – ugyancsak a típustól függően – különböző mennyiségekben tartalmaz alumínium-, kalcium-, magnézium-, bór-, nátrium-, kálium-oxidokat is.
A leggyakrabban használt típusok nyersanyagait az alábbi táblázat foglalja össze:
| Összetevő | A típus (%) | C típus (%) | D típus (%) | E típus (%) | R típus (%) | S típus (%) | AR típus (%) |
| --------- | ----------- | ----------- | ----------- | ----------- | ----------- | ----------- | ------------ |
| SiO2      | 70–72       | 60–66       | 72–75       | 50–56       | 60          | 62–65       | 60,9         |
| Al2O3     | ≤ 2,5       | ≤ 6         | ≤ 0,5       | 12–16       | 24–25       | 20–26       | –            |
| CaO       | 5–10        | ≤ 14        | –           | 16–25       | 6–9         | –           | 4,8          |
| MgO       | 0,9–4       | ≤ 3         | 0,2         | ≤ 6         | 6–9         | 10–15       | 0,1          |
| B2O3      | ≤ 0,5       | 2–7         | 22–23       | 6–13        | –           | ≤ 1,2       | –            |
| F         | –           | –           | –           | ≤ 0,7       | –           | –           | –            |
| Na2O      | 12–15       | 8–15        | 1,3         | 0,3–2       | 0,4         | ≤ 1,1       | 14,3         |
| ZrO2      | –           | –           | –           | –           | –           | –           | 10,2         |
| K2O       | ≤ 1,5       | 1–8         | ≤ 1,5       | 0,2–0,5     | 0,1         | –           | 2,7          |
| Fe2O3     | ≤ 0,5       | ≤ 0,3       | 0,2         | 0,3         | 0,3         | –           | –            |
| TiO2      | –           | –           | –           | –           | 0,2         | –           | –            |
| SO3       | 0,7         | –           | –           | –           | –           | –           | 0,2          |

## Az üvegszálak előállítása

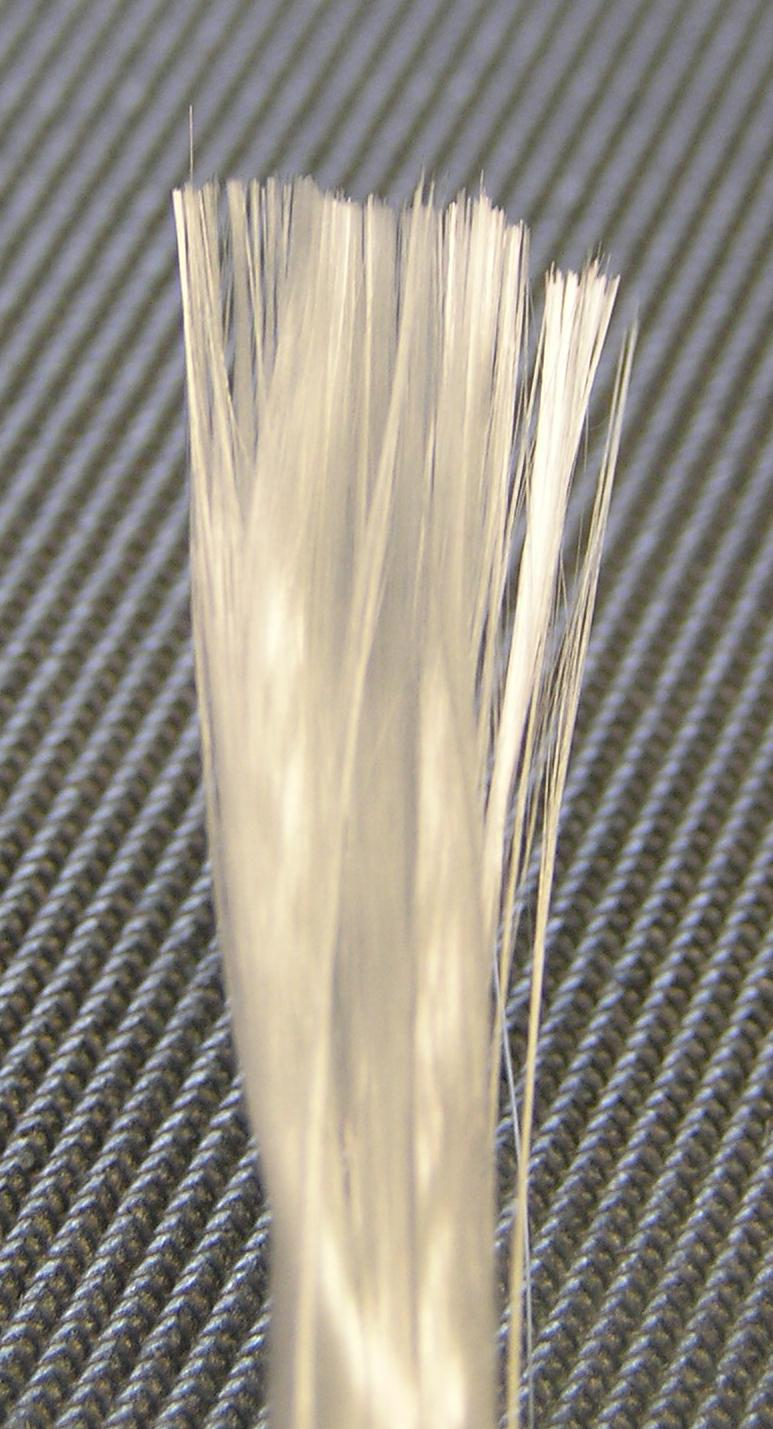
Üvegszál-köteg (roving)

### Folytonos üvegszálak
A Slayter által kidolgozott eljáráson alapuló üvegszálgyártás alapja, hogy a szilicium-dioxidot (SiO2) 1400 °C-ra hevítik, majd hideg víz rápermetezésével gyorsan visszahűtik 1200 °C-ra, így nem kristályosodik és amorf szerkezetűvé válik. Az olvadék a platinából készült szálképző lap apró (a kívánt szálvastagságtól függően 4–34 µm átmérőjű) nyílásain a gravitáció hatására kifolyik, a viszkózus folyadékot víz rápermetezésével lehűtik. Így alakulnak ki a folytonos szálak (filamentek), amelyeket nagy sebességgel (sokkal gyorsabban, mint ahogy az üvegszál képződik) csévékre tekercselnek, miközben a sebességkülönbség miatt meg is nyúlnak.
Az üvegszálakat a felcsévélés során folyamatosan védőbevonatal látják el, ami a szál tömegéhez képest 0,5–2%-ot képvisel. Célja a rovingban levő szálak összetartása és a szálak védelme a felület sérüléseitől a további feldolgozási műveletek során. Kenőanyagként különböző műgyantákat használnak, amelyek jól tapadnak az üveghez. Ezeknek a védőbevonatoknak a jelenlétére a kompozitgyártásnál nagy figyelmet kell fordítani, hogy a szál és a kompozit mátrix anyaga tökéletesen egymáshoz tapadjon.
A szálképző lapon több ezer nyílás van, az ezeken kijövő egyedi szálakat nagyjából ezresével az ún. rovingba fogják össze. A roving finomsága a benne levő egyedi szálak vastagságától függ és azt a fonalaknál alkalmazott finomsági számozási rendszer szerint Európában tex-ben, angol nyelvterületen yard/font-ban (yd/lb) adják meg. (1 yd/lb = 0,153 tex.)

### Rövid üvegszálak

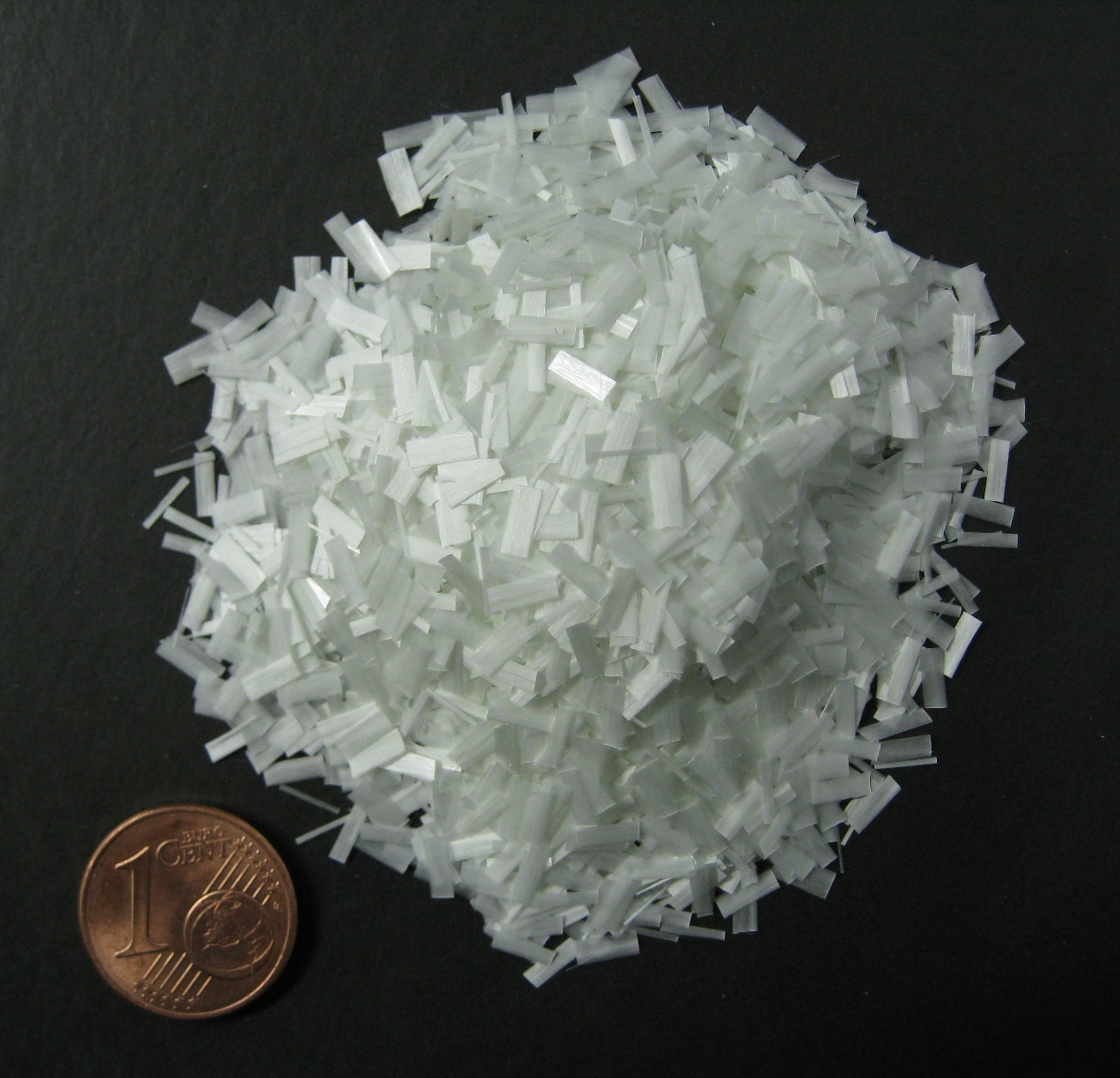
Aprított üvegszálak

A gyártási folyamat itt is az üveg megolvasztásával kezdődik. A megolvadt üveget az olvasztó tartály nyílásain kilépő szálakra nagy sebességű gőz- vagy forró levegőáramot fújnak, amely nyújtja és darabolja a szálakat. A lehulló, 200–380 mm hosszú szálakra (angolul: staple fibres) olajat permeteznek és egy forgó dobon gyűjtik össze, ahonnan szalag formájába tömörítve választják le azokat. Ez a szalag ugyanúgy nyújtható és sodorható, mint a pamut- vagy gyapjúszálakból készített szalagok (lásd bővebben a Fonás címszó alatt).
Olyan eljárás is ismeretes, amely szerint a szálakat üvegrudak hevítéssel megömlesztett végéből húzzák. Az egymás mellett elhelyezett üvegrudakból húzott, 7–10 µm vastagságú szálakat egy dobra tekercselik, majd meghatározott hossz elérésekor leválasztják a dobról és 70–120 mm hosszú darabokra vágják.

### Aprított üvegszálak

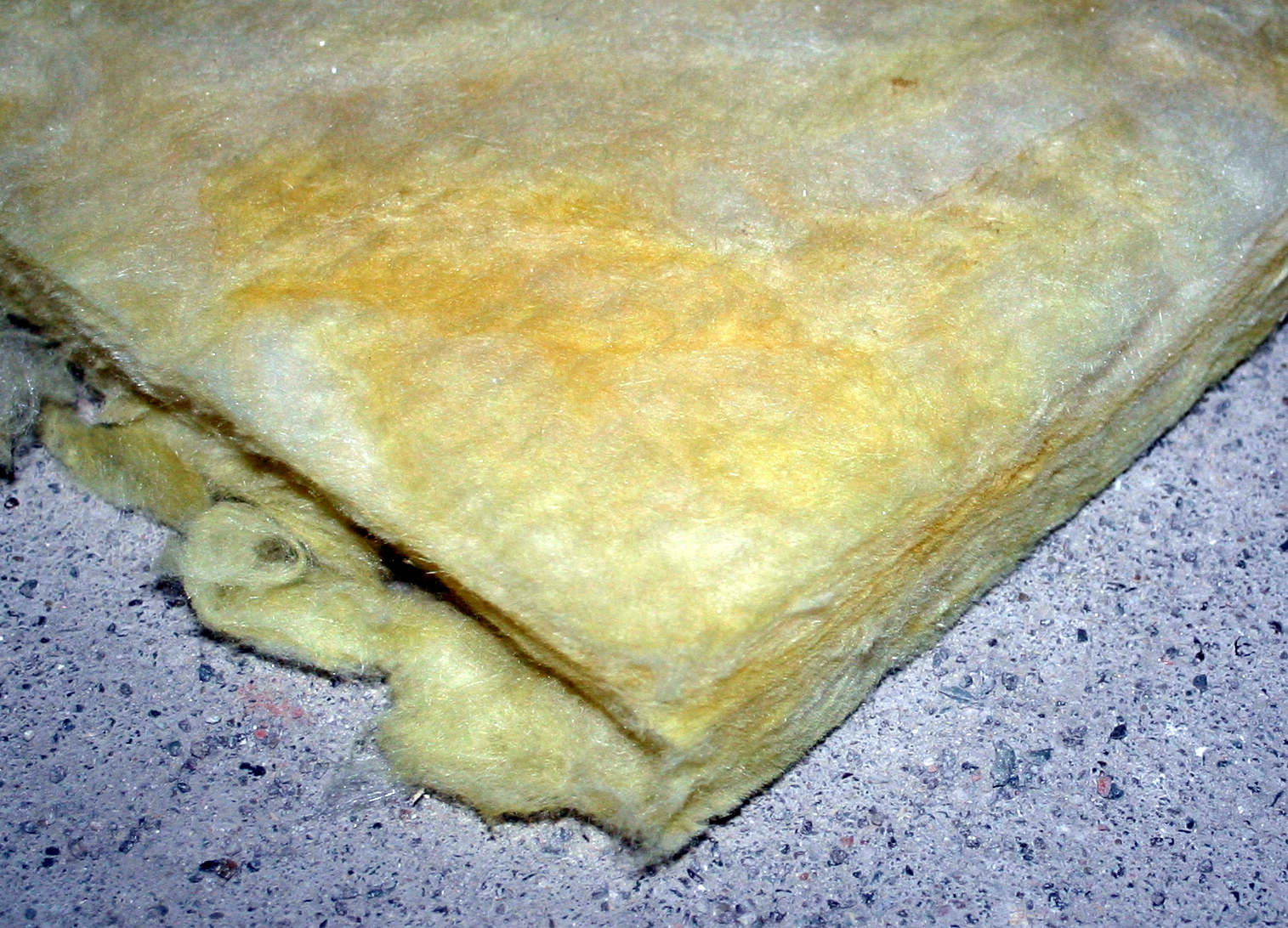
Üveggyapot

A csak néhány (3–13) milliméter hosszúra darabolt, 10–13 µm vastag üvegszálakat (angolul: chopped fibres) műanyag kompozitok erősítésére, továbbá tömörített szalagok formájában szigetelőanyagként használják.

### Üveggyapot
Üveggyapot készítésénél a megolvadt üveget egy apró lyukakkal ellátott hengeres tartályba folyatják, amely nagy sebességgel forog. A folyékony üveg a centrifugális erő hatására kitüremlik a lyukakon és a közben ráfújt forró levegő- vagy gázáram hatására megnyúlt szálakká alakul. A szálakat egy futószalagon gyűjtik össze, ahol rendezetlen állapotú, vattaszerű halmazt alkotnak, amit ráfújt kötőanyaggal, majd ezt követő hőkezeléssel szilárdítanak meg. A kötőanyagtól függ, hogy az így képződött anyaghalmaz mennyire lesz hajlékony vagy kemény. Az üveggyapotot általában hőszigetelő anyagként használják fel.

### Az üvegszálak védőbevonata
A gyártás során az üvegszálakra kopásállóságuk javítására védőbevonatot permeteznek. Az üveggyapot elektrosztatikus feltöltődése ellen a kötőanyagba antisztatizáló készítményt kevernek. Kompozitok gyártására szánt üvegszálakat olyan bevonattal látják el, amely elősegíti a mátrix anyaghoz való kötődésüket. Ha az üvegszálakból olyan textíliát szándékoznak készíteni, amit később színeznek, ennek megfelelő bevonatot kell felvinni a szálakra, amely lehetővé teszi a színezőanyag megkötését.

## Az üvegszálak tulajdonságai
Az alábbi adatok a legáltalánosabban használt E-üvegre vonatkoznak.

### Fizikai és mechanikai tulajdonságok
Mikroszkópi kép – A bevonat nélküli üvegszál mikroszkóp alatt sima, szerkezet nélküli képet mutat. Keresztmetszete kör, átmérője a szál hossza mentén enyhén ingadozik, felületi egyenetlenségek nem láthatók rajta.
Vastagság – A leggyakraban alkalmazott üvegszálak vastagsága 17 vagy 24 µm. A hang- és hőszigetelésre, valamint szűrőkben használt üveggyapot 6–10 µm átmérőjű üvegszálakból áll. Textilipari célokra legalább 70, de inkább több mint 100 elemiszálból álló üvegfonalak alkalmasak.
Szakítószilárdság, szakadási nyúlás – Az üvegszálak igen nagy szilárdságúak
A leggyakrabban alkalmazott E típusú üvegszál adatait összehasonlítva más, ugyancsak nagy szilárdságú szintetikus szálasanyagokéval, az alábbi táblázat foglalja össze.
| Száltípus         | Sűrűség (g/cm³ ) | Szakító- szilárdság (GPa) | Rugalmassági modulus (GPa) | Szakadási nyúlás (%) | Szakító- hossz (km) |
| ----------------- | ---------------- | ------------------------- | -------------------------- | -------------------- | ------------------- |
| E típusú üvegszál | 2,6              | 2,5                       | 72                         | 4,8                  | 96                  |
| Szénszál          | 1,78             | 3,4                       | 240                        | 1,4                  | 190                 |
| Kevlar            | 1,44             | 3,3                       | 75                         | 3,6                  | 230                 |
| Acélhuzal         | 7,86             | 4,0                       | 210                        | 1,1                  | 50                  |

1. ↑  A szakítóhossz az az elméleti szálhosszúság, amely alatt a szál saját súlya alatt elszakadna. Matematikailag a GPa-ban kifejezett szakítószilárdság és a g/cm³ -ben kifejezett sűrűség hányadosának százszorosa.

Rugalmasság – Az üvegszál rugalmas visszaalakuló képessége 100%, azaz a szakadási nyúlás határán belül megfeszítve a tehermentesítéskor azonnal visszanyeri eredeti hosszát.
Hajlékonyság – A textilipari célokra készült üvegszálak viszonylag hajlékonyak, mert az igen vékony szálakat a gyakorlatban a vastagságukhoz képest többnyire nagy görbületi sugarú ívben kell meghajlítani. Ez teszi lehetővé például a több elemiszálból készült fonalak sodrattal való egyesítését.
Nedvszívó képesség – Az üvegszál nem nedvszívó, ami villamosipari felhasználása szempontjából nagyon hasznos tulajdonság. Az üvegszálakból font fonalakban ill. az ezekből készült kelmékben a kapilláris hatás erősen érezteti a hatását, ezért ezek a kelmék vízzel érintkezve hamar átnedvesednek.
Hő hatása – Az üvegszál éghetetlen. 300 °C körül szilárdsága csökkenni kezd (400 °C-nál eredeti szilárdságának már csak 65%-át mutatja), 650 °C-nál meglágyul, majd 800 °C körüli hőmérsékleten megolvad, égési gázok vagy hamu azonban eközben nem keletkezik. Igen jó hőszigetelő.

### Elektromos tulajdonságok
Ellenállás – Az üvegszál fajlagos ellenállása 1013 Ωcm nagyságrendű, ami azonban függ a nedvességtől.
Átütési feszültség – Az üvegszövetből készült szigetelőanyagok átütési feszültsége a levegőével egyezik meg, mert a szikra az üvegszövet hézagain üt át.
Dielektromos állandó – 1 MHz frekvenciánál 6,4, 1 GHz frekvenciánál 6,13.
Az E-üveg kiemelkedik jó elektromos szigetelő tulajdonságával.

### Optikai tulajdonságok
Törésmutató – Az üvegszálak légüres térre vonatkoztatott törésmutatója – típusonként kissé változóan – 1,54 körül van, levegőre vonatkoztatva pedig 1,65.

### Kémiai tulajdonságok
Vegyszerállóság  – Az üvegszálak összetételük szerint különbözőképpen bírják a vegyszerek hatásait. Általában savállók, de a fluorsav, az erős sósav és a forró kénsav és foszforsav oldja őket. Az E-üveg nem lúgálló, gyenge lúgok forrón, tömény lúgok hidegen is roncsolják. Ha kifejezetten vegyszerálló üveget kell használni, erre a C-üveg a megfelelő.
Színezhetőség – Az üvegszálakban az anyagukhoz kevert színezékek a fénytörés miatt nem tudják hatásukat érvényesíteni, ezért a szálakat csaknem színtelennek látjuk, még akkor is, ha színezéket tartalmaznak.

## Az üvegszálak textilipari feldolgozása

### Rövid szálak
A rövid szálakból a szokásos eljárásokkal – az üvegszálak adottságainak megfelelő konstrukciójú gépeken – fonalak fonhatók, a folytonos szálak pedig a filamentfonalakhoz hasonlóan dolgozhatók fel. Üvegfonalak textilipari feldolgozására a szövés, a kötés (textilipar), a varrvahurkolás és a fonatolás egyaránt alkalmas, azonban figyelembe kell venni, hogy az üvegszálak az erős hajlítgatást nem bírják, ezért például kötésnél szemeket nem lehet belőlük kialakítani, más technikával (lánc- ill. vetülékbefektetés) kell az üvegfonalat a kötött kelmében elhelyezni. A rövid szálak egy fontos alkalmazási területe a nemszőtt kelmék gyártása.

### Folytonos szálak
A folytonos üvegszálakból többféle eljárással is készítenek textilipari feldolgozásra alkalmas fonalakat.
- Sodrás nélkül vagy méterenként néhány száz menetből álló sodrattal filamentkötegeket készítenek – ez az ún. roving –, amely szövőgépen vagy láncrendszerű kötőgépen (itt csak lánc- ill. vetülékbefektetéssel!) közvetlenül feldolgozható.
- Két szálköteget összesodorva üvegcérnát készítenek, ami textilipari feldolgozásra alkalmas.
- Légfúvásos eljárással (amikor a folyamatosan képződő szálkötegekre rájuk merőlegesen bizonyos időnként hirtelen levegőt fújnak és ezzel ott pontszerű szakaszokon kissé összekuszálják a szálakat, ami azután összetartja a szálköteget) képeznek textilipari feldolgozásra alkalmas üvegfonalakat.
- Ha a légfúvásos eljárást 2-3 egymás mellett futó szálkötegen alkalmazzák, mégpedig úgy, hogy a két szálköteg sebessége között különbség van, akkor a szálakon hurkok keletkeznek, amelyek jelentősen emelik az ilyen fonalakból készült textília hőszigetelő képességét.
- A folytonos üvegszálak közé keverhetnek poliészterszálakat is, ami nagy mértékben javítja a fonal és a belőle készült textília hajlékonyságát és kopásállóságát. Az ilyen fonalakat rendszerint együtt dolgozzák fel alumínium- vagy rézszálakkal (nagyon vékony huzalokkal) villamosipari felhasználásokban.
- Teflon-bevonattal ellátott, vékony acélszálakkal erősített üvegszálakat készítenek varrás céljára, üvegszálas textíliák további megmunkálásához.

## Az üvegszál-termékek felhasználása

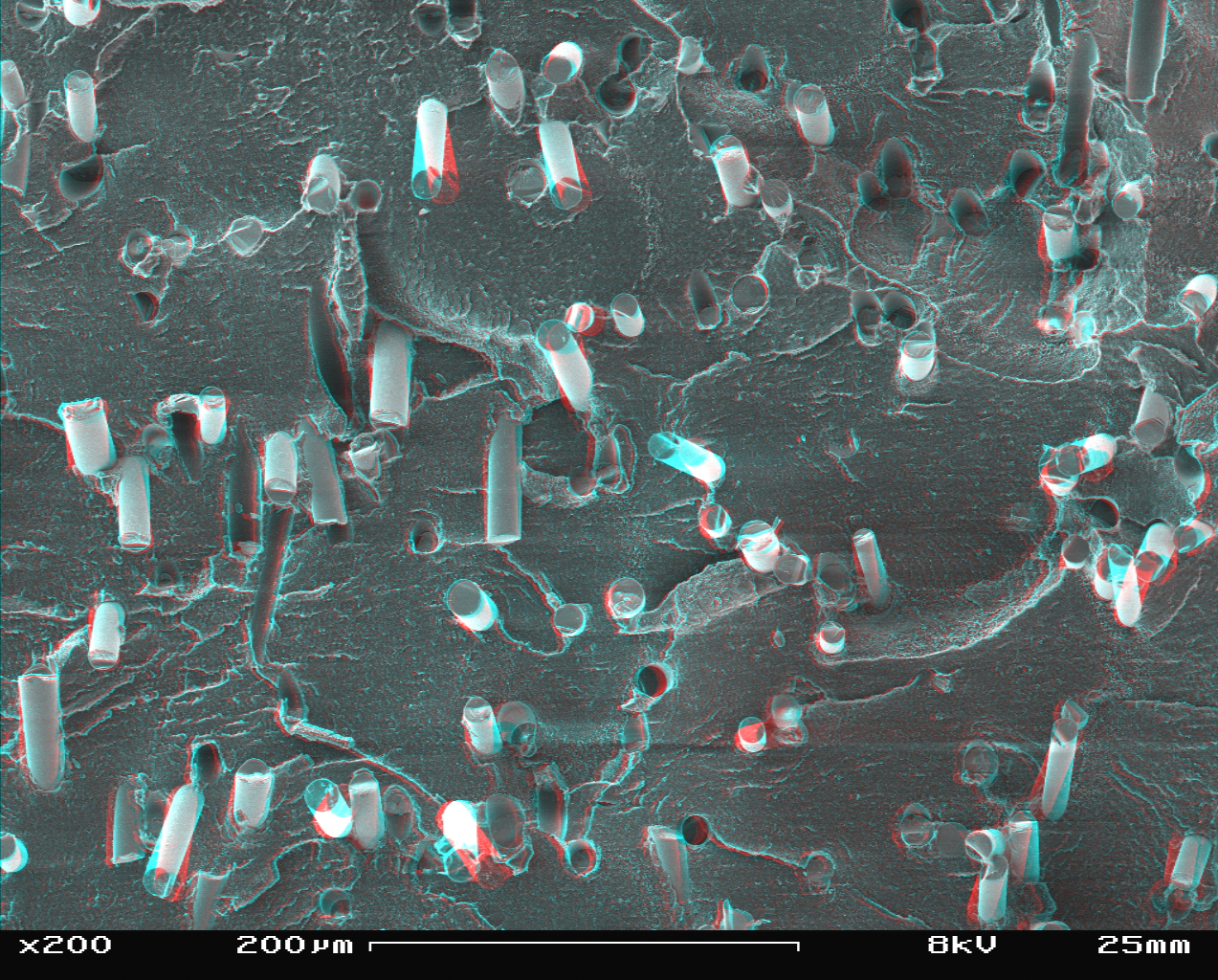
Műanyagba ágyazott üvegszálak sztereomikroszkópos nagyításban

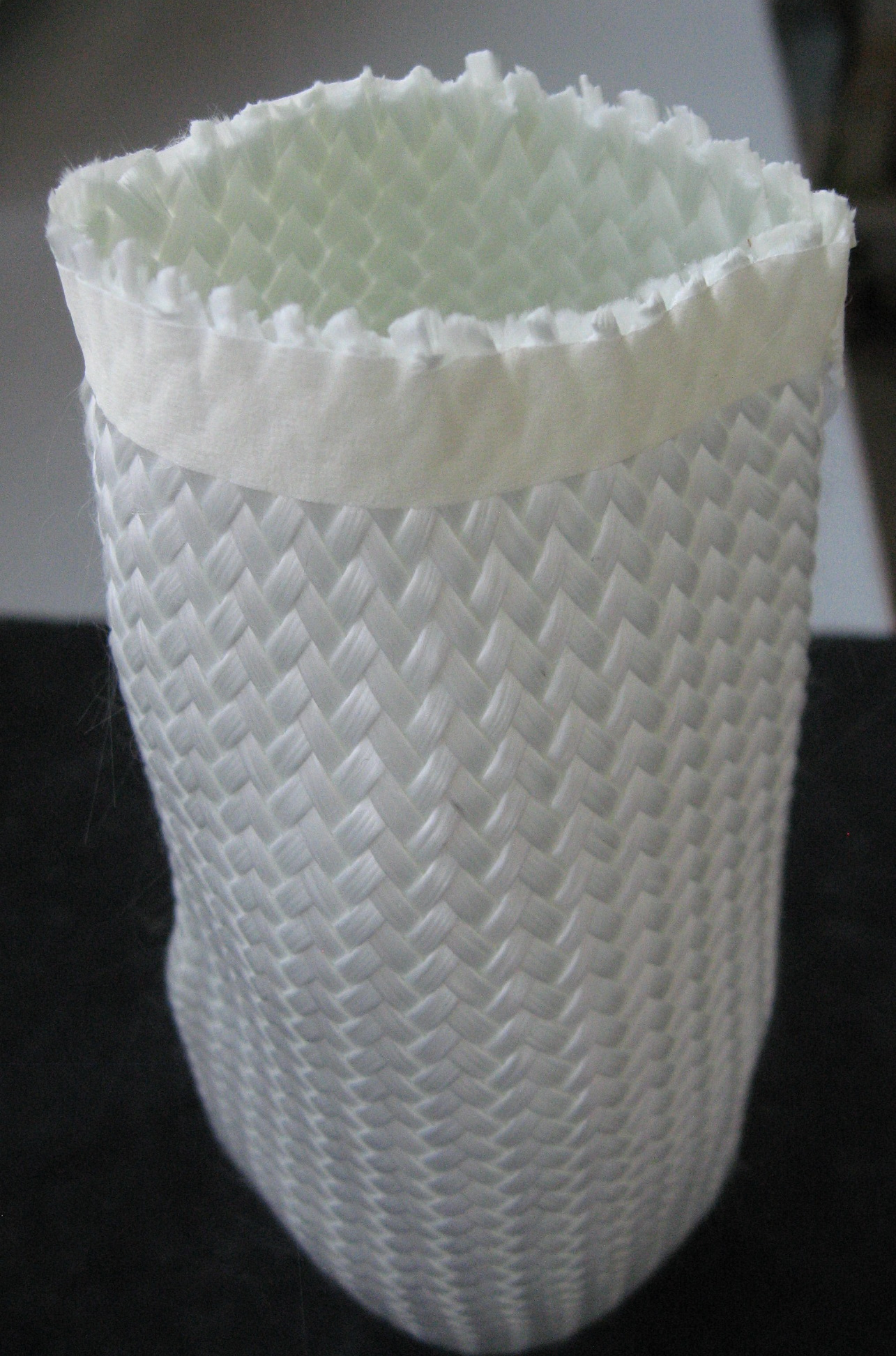
Fonatolt cső üvegszálakból

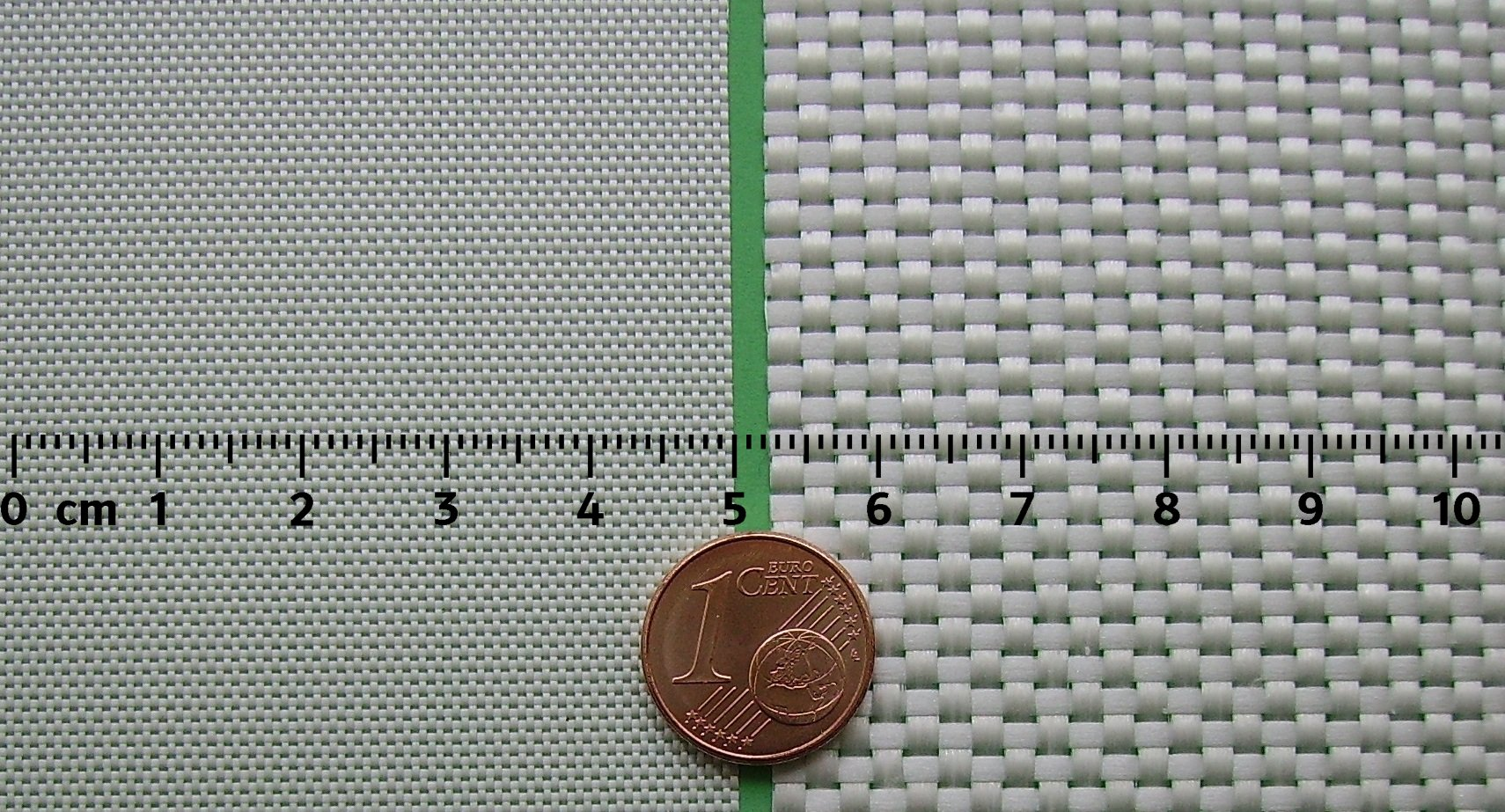
Kompozit erősítésre használt üvegszál-szövet

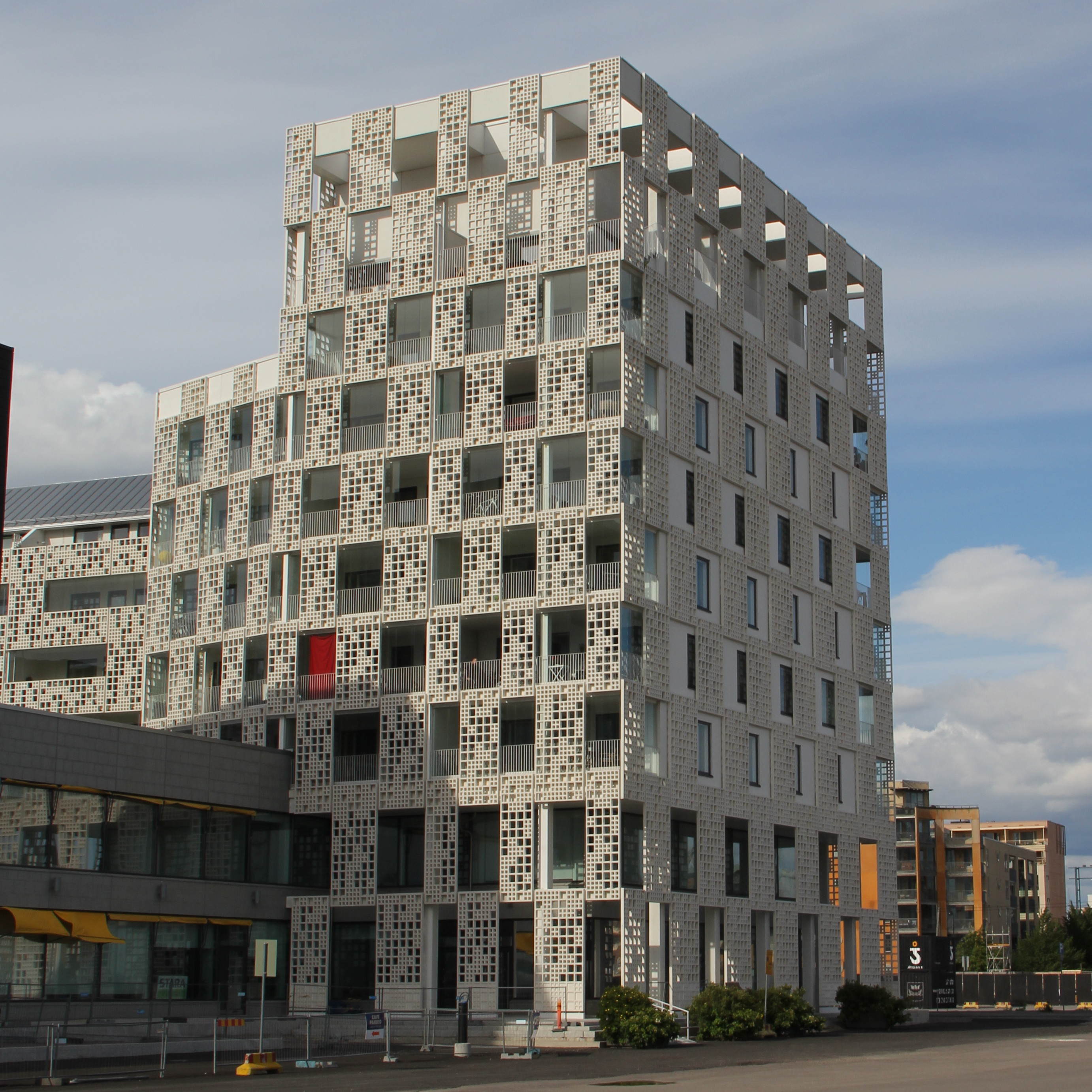
Textilbeton elemekből készülő épület Helsinkiben

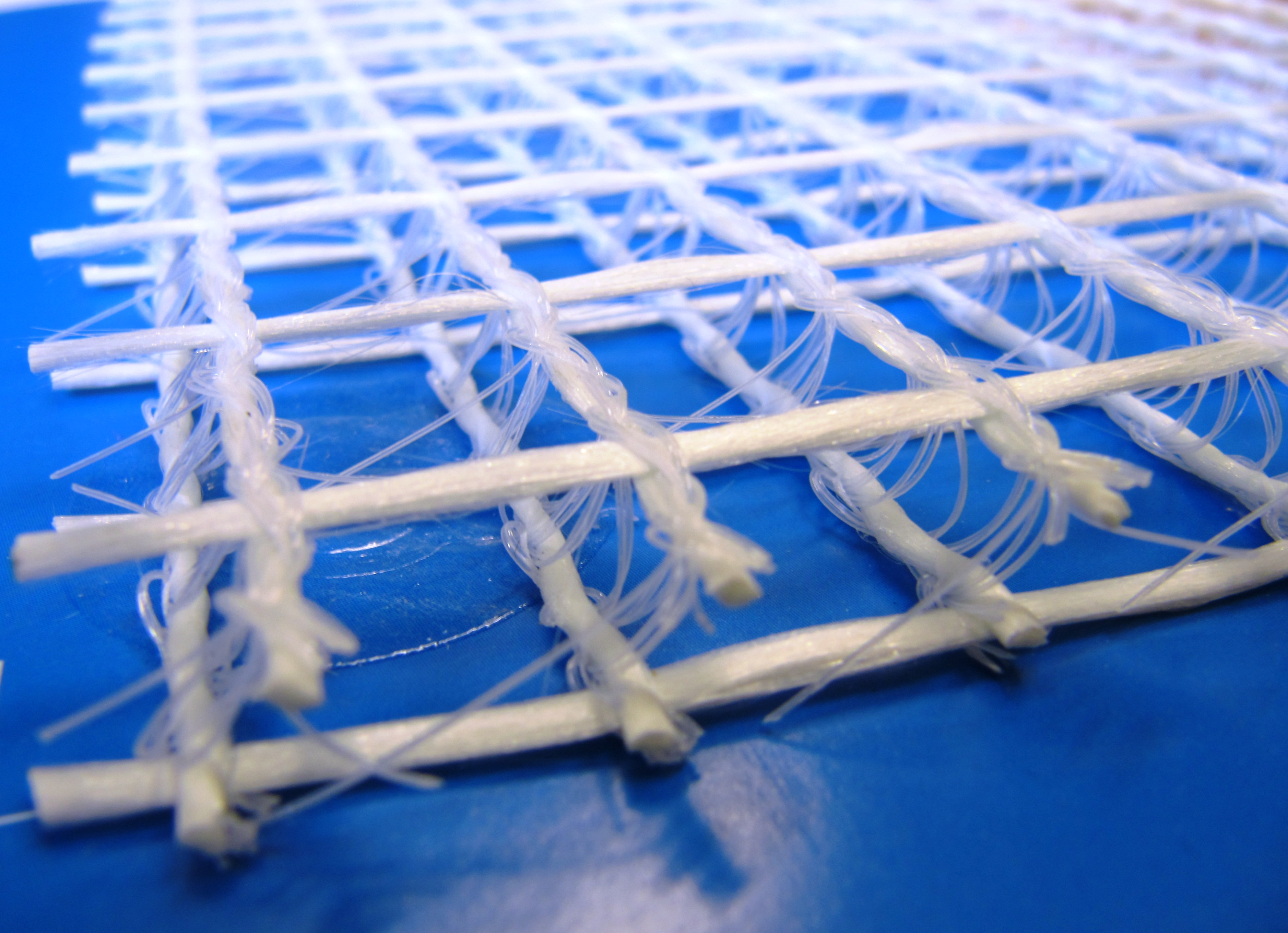
Textilbeton üvegszálakból készült erősítő vázszerkezete

Az üvegszálakat és az azokból készült textilanyagokat főleg műszaki textíliák gyártásához használják fel.
Műanyag kompozitok – Az üvegszálak ill. a belőlük készült kelmék egyik legfontosabb felhasználási területe a műanyag kompozitok gyártása, ahol ezeket mint erősítőanyagokat alkalmazzák. Az üvegszál-erősítés egyrészt javítja a műanyag szilárdságát és rugalmassági modulusát, másrészt elősegíti, hogy a kompozit alkatrész hő hatására ne deformálódjék. Üvegszál erősítésű műanyag kompozitokat igen nagy mennyiségben használ a járműipar, a villamosipar, az építőipar, de más, iparcikkben is igen elterjedten használatosak.
Építőipari alkalmazások – Az építőipari anyagokba bekevert üvegszálak javítják a szilárdsági tulajdonságokat, csökkentik a betonelemek repedési hajlamát és javítják az élettartamát, víz alatti betonozásnál csökkentik a kimosódás veszélyét, vízzáró beton készítésénél megakadályozzák a beton alkotórészeinek szétválását. Vakolatok készítésénél javítják a habarcs minőségét, csökkentik lehullásának veszélyét.
Egyre nagyobb jelentőségű a textil vázszerkezetű beton, az ún. textilbeton, amelyben a vasbetonban alkalmazott acélrudak helyett szén- vagy üvegszál-kábeleket alkalmaznak. Üvegszál erősítés esetén lúgálló AR betont használnak. A textilbeton egyik nagy előnye, hogy azonos terhelést sokkal könnyebb textilbeton szerkezet bír el, mint a vasbeton. Ennek egyik oka, hogy az üveg- vagy szénszál-kábelek sokkal kisebb sűrűségűek (könnyebbek), mint az acél, másrészt az, hogy vasbetont esetében 3–4 cm vastag betonrétegnek kell körülvennie az acélrudakat, hogy kellően elszigeteljék azokat a nedvességtől, míg a textilbeton esetében 1 cm vastag réteg is elegendő. Ugyancsak nagy előny, hogy a textilbeton vázszerkezete nem korrodál.
Elterjedten használnak olyan falburkoló anyagokat is, amelyek hordozóanyagát részben vagy teljesen üvegfonalakból készült kelmék (szövetek, kötött vagy nemszőtt kelmék) képezik. A fonatolt üvegszerkezetek rúd alakú kompozitok gyártásában használatosak. A textiltapéták egy részét is üvegszövet alkotja.
Az üveggyapot legfőbb felhasználási területe az épületek hő- és hangszigetelése. Kiváló elektromos szigetelő tulajdonsága miatt a villamos ipar is használja.

## Egészségügyi vonatkozások
A hazai kutatások azt állapították meg, hogy a korszerű eljárásokkal készült üvegszálak és ezeken belül a leginkább kritikus üveggyapot olyan geometriai paraméterekkel (szálhossz, átmérő) rendelkezik, ami már alig belélegezhető, de belélegzés esetén sem jut el a tüdőbe és a sejtnedvek hatására feloldódik, azaz nem okoz tüdőkárosodást.
A Nemzetközi Kémiai Biztonsági Kártyák (International Chemical Safety Cards, ICSC) 0157. sz., szintén az üveggyapotra vonatkozó lapja szerint az üveggyapot kiporzását meg kell akadályozni, mert
- belélegzés esetén köhögést, torokfájást, nehéz légzést okoz,
- a bőrön viszketést, vörösödést okoz,
- a szembe kerülve fájdalmat, vörösséget okoz,
- lenyelés esetén nem okoz tüneteket,
- rákkeltő hatása emberen nem bizonyított.